# Oliver Grau
Oliver Grau (né le 24 octobre 1965) est un historien de l'art et théoricien des médias allemand, spécialiste des sciences de l’image, de la communication visuelle dans les arts modernes et multimédias, de la culture artistique du XIXe siècle ainsi que de la Renaissance italienne.
Il est le directeur fondateur de l'Archive for Digital Art (1998) et le directeur de la Society for MediaArtHistories et de sa série de conférences biennales (depuis 2004). Sa monographie "Virtual Art : From Illusion to Immersion" (MIT-Press 2004) est la plus citée avec plus de 2600 citations parmi les ouvrages les plus cités de l'histoire de l'art récente et avec des traductions de ses textes en 15 langues à ce jour et plus de 300 conférences invitées dans 44 pays il fait partie des spécialistes de l'art et des médias les plus renommés au niveau international à l'heure actuelle.

## Vie
Après des études à Hambourg, Sienne et Londres, Magister u. a. avec Martin Warnke et Promotion à Berlin avec Horst Bredekamp et Friedrich Kittler, Grau a enseigné et fait des recherches à l'Université Humboldt de Berlin, a effectué des séjours dans des institutions de recherche au Japon et aux États-Unis, et après Habilitation en 2004 à l'Université d'art de Linz, a travaillé comme professeur suppléant dans des universités. Depuis 2005, il est titulaire de la première chaire de science de l'image dans l'espace germanophone ; il a dirigé avec interruption le département de science de l'image de l'université du Danube à Krems jusqu'en 2020. Après avoir négocié pour rester, il a refusé les offres de l'université de Siegen et de la City University de Hong Kong.

## Activités
Oliver Grau est titulaire du premier professorat en « Sciences de l'image » dans l’espace germanophone, et dirige aujourd’hui ce dit-département à la Donau Universität de Krems.
Oliver Grau est le fils du physicien Lothar Grau et de la graphiste Doris Grau.
Oliver Grau oriente principalement ses recherches à travers l'histoire des arts multimédias, autour des notions d’immersion et d’émotion, de présence télévisuelle et de vie artificielle.

### Immersion
La monographie Virtual Art : From Illusion to Immersion contient une théorie historique comparative de l'immersion entre l'image et le spectateur, ainsi qu'une analyse systématique de la triade de l'artiste, de l'œuvre et du spectateur dans les conditions de Digital Art. Elle a été citée près de 2000 fois à ce jour (Google Scholar), ce qui en fait l'une des monographies d'histoire de l'art les plus citées au niveau international depuis le début du siècle. Grau développe un modèle explicatif pour l'histoire de l'évolution des médias illusionnistes : celle-ci résulte, selon lui, de la dépendance relative des nouveaux potentiels de suggestion sensoriels et des forces de distanciation qui s'y opposent, la compétence médiatique de leurs spectateurs. Parallèlement, Grau a enquêté sur l'interdisciplinaire. des méthodes permettant d'évoquer, ou de renforcer, l'impression d'immersion du spectateur dans les espaces d'images numériques: cela se faisait, selon lui, notamment par l'interaction (réaction en temps réel des images aux mouvements de l'utilisateur), l'utilisation de processus évolutifs de l'image - comme par génétique. algorithmes, haptique. feedback, la conception naturelle de l'interface, l'impression de télématique. Présence et surtout par la conception globale de l'affichage de l'image, qui remplit au moins le champ de vision du spectateur et est augmenté jusqu'à 360° horizontalement et verticalement. Ces études ont tenté de dépasser les approches monomédiatiques traditionnelles de la recherche sur l'illusion et ont introduit à la place des concepts tels que la polysensualité, le potentiel suggestif, l'espace de l'image, la disposition individuelle du spectateur, l'évolution des médias visuels, et les théories de la distance existantes de Cassirer, Panofsky et al. ont été étendues aux espaces d'images numériques. En outre, des études sur la connexion innovante de l'architecture et des images animées immersives ont été présentées, ainsi que sur l'immersion dans l'histoire du cinéma. La majorité des publications sur l'immersion remontent à deux projets de recherche pluriannuels de la Fondation allemande pour la recherche (Histoire de l'art et théories médiatiques de la réalité virtuelle 1998-2002 ainsi que Art immersif 2002-2005).

### Recherche sur les émotions
Plusieurs projets de recherche à l'Académie des sciences et des sciences humaines de Berlin-Brandebourg et à la Leopoldina, ainsi que deux académies d'été financées par la Fondation Volkswagen, ont abouti à une étude interdisciplinaire de l'histoire du guidage des émotions par l'image et le son. <En prolongeant les recherches d'Antonio Damasio, de Joseph LeDoux et de Wolf Singer, l'exemple de l'Autel d'Isenheimer de Matthias Grünwald, du "Triomphe de la volonté" de Leni Riefenstahl et du jeu vidéo "America's Army" a été utilisé pour démontrer l'effet de formation de communauté des expériences d'images émotionnelles, explorant ainsi un concept clé problématique dans les études d'images.

### Histoire de l'art médiatique
Depuis 2002, Grau a réuni la recherche interdisciplinaire en arts médiatiques et son histoire en tant que responsable du comité directeur d'une série de conférences internationales, qui ont abouti au premier congrès sur l'histoire des arts médiatiques à Banff (Canada) en 2005 avec 500 participants. Les conférences mondiales de Berlin (2007), Melbourne (2009), Liverpool (2011), Riga (2013), Montréal (2015), Krems/Vienne (2017), Aalborg (2019) ont établi le champ international, en s'appuyant particulièrement sur l'histoire de l'art, des médias, du cinéma, de la technologie et des sciences, tout en intégrant les humanités numériques, les études sonores, l'anthropologie et la philosophie. En tant que fondateur et directeur de la série de conférences, Grau siège au conseil d'administration depuis 2006, aux côtés de Machiko Kusahara, Martin Kemp (jusqu'en 2018), Linda Henderson (jusqu'en 2018), Doug Kahn (jusqu'en 2018), Tim Lenoir (jusqu'en 2016), Erkki Huhtamo, Gunalan Nadarayan (depuis 2007), Paul Thomas (depuis 2009), Sean Cubitt (depuis 2009), Chris Salter (depuis 2015), Andreas Broeckmann (depuis 2018), Katja Kwastek (depuis 2018), Andres Burbano (depuis 2018) Inge Hinterwaldner (depuis 2018) sur l'avancement du terrain. Les membres honoraires du conseil d'administration sont/étaient : Rudolf Arnheim†, Linda Henderson, Douglas Kahn, Martin Kemp, Tim Lenoir, Douglas Davis†, Jasia Reichardt, Itsuo Sakane, Peter Weibel.

### Humanités numériques
Grau a conçu des outils de travail en sciences de l'image pour les sciences humaines/Digital Humanities. À l'université Humboldt, il a dirigé le Deutsche Forschungsgemeinschaft. (DFG), dont l'équipe a créé depuis 1998 les Archives d'art numérique, le projet "Art immersif". (ADA ; précédemment Database of Virtual Art), la première archive internationale d'art numérique, a été développée et est en source ouverte à l'Université du Danube. En tant que première archive en ligne streamed, la Database of Virtual Art (DVA) diffuse régulièrement des documentaires vidéo depuis 2000. ADA a été développé pour devenir les premières archives en ligne de l'histoire de l'art sur le web 2.0 grâce au financement du FWF depuis 2012. En outre, un thésaurus a été élaboré pour relier l'art médiatique et ses prédécesseurs dans l'histoire de l'art. Depuis 2020, ADA a été étendu à une plateforme de recherche et d'enseignement pour les universités grâce à un financement du ministère fédéral autrichien de 1,2 million d'euros. Depuis 2005, M. Grau est également responsable de la base de données du Graphische Sammlung Göttweig, la plus grande collection graphique privée d'Autriche, qui comprend 32 000 œuvres allant d'Albrecht Dürer à Gustav Klimt. Depuis 2007 déjà, des expositions virtuelles sont régulièrement publiées en ligne en coopération avec Martin Gregor Lechner : " Sous " " Votre protection : l'image de la Vierge à Göttweig " (2007), " Vedute vénitien " (2008), " Amour et souffrance des dieux " : Antikenrezeption in der Druckgraphik (2009), Barocke Bilder-Eytelkeit : Personifikation, Allegorie und Symbol (2010), Das Barocke Thesenblatt (2011), Theorie der Architektur (2011), Künstlerporträts (2012), Das Geistliche Porträt (2013).

## Prix et activités du conseil consultatif
Grau a été élu à la Junge Akademie de l'Académie des sciences et des sciences humaines de Berlin-Brandebourg et à la Leopoldina en 2001 ; InterNationes/Goethe-Institut en 2002 ; Livre du mois, Scientific American en 2003 ; Grau a été membre du Centre d'excellence germano-italien Villa Vigoni en 2003 ; En 2004, il a reçu le prix spécial médias de la Société de l'université Humboldt ; en 2008, Grau a accepté une invitation au programme culturel olympique de Pékin ; en 2010, au sommet du G20 à Séoul ; en 2011, à l'université POSTECH, où il a ouvert le cycle de conférences des lauréats du prix Nobel avec deux conférences. En 2014, il a reçu un doctorat honorifique de l'Université d'Oradea. En 2015, il a été élu à l'Academia Europaea, en nov. 2016 l'Open Univ. d'Israël a accueilli un symposium honorifique sur les recherches d'Oliver Grau, en 2019 Grau a reçu le Prix de la science de la province de Basse-Autriche.
Grau est membre du comité de rédaction et du conseil d'administration de plusieurs revues et publications scientifiques: International Journal of Media & Cultural Politics (UK) ; Rundbrief Fotografie (GER) ; IJArt Journal (UK) ; EKFRASE : Nordisk Tidsskrift for Visuell Kultur (N) ; International Journal of Art and Technology (UK) ; SECOND NATURE : International Journal of Creative Media (AUS) ; IMAGES, Journal for Visual Studies in Southeast Europe ; JUNCTURES The Journal for Thematic Dialogue (NZ) ; Jordan Journal of the Arts (JOR) ; Revista de Estudios Globales y Arte Contemporaneo (ESP) ; MediaArtHistories Conference Series Board/Steering Committee (seit 2004) ; Interdisciplinary Research Center Humanities/Art/Technology, Adam Mickiewicz University, Poznań (POL) ; St. Petersbourg de l'Institut russe pour la recherche culturelle, Machina Media (RUS).

## Écrits (Monographies)
- Die Sehnsucht, im Bild zu sein. Zur Kunstgeschichte der virtuellen Realität. Dissertation. Humboldt-Universität, Berlin 1999.
- Virtual Art: From Illusion to Immersion (MIT Press/Leonardo Book Series, 2003)(China 2006, Serbia 2008, Brazil 2009). Review by Alison Abbott in Nature 427, page 17 (2004): Art that draws you in Reviews: Art Monthly, Michael Gibbs, Virtual Art, Mar. 2003; European Photography, Guy van Belle: Oliver Grau: Virtual Art, Issue 73/74, Vol. 24, 2003, pp. 104–105.; Italy: Anna Maria Monteverdi:  Esperienze artificiali multisensoriali, Recensione a Oliver Grau, Virtual Art. From illusion to immersion, in: Teatro e Nuovi Media, No. 52, 2003; Frankreich: Cahiers du MNAM, Éditions du Centre Georges Pompidou, Jean Da Silva: Notes de lecture, Stephen Wilson: 'Information Arts'/Oliver Grau: 'Virtual Art', No. 87, Spring 2004, UK: Pugh, E., in Digital Creativity, 2004, Vol 15, no 2; p. 126-128, Bryan-Wilson, J. in: Technology and Culture, 2004, Vol 45, no. 3, p. 670-671; Taiwan: Art & Collection, Taipei, The Aura of the Digital, Interview, May 2004, pp. 106–111; Schweden: Svenska Dagbladet, Karl Steinik: Panoramat i den virtuella konsten, June 23, 2004, Argentinien: Florencia Rodriguez: Todo Lo Sólido Se Desvanece En La Illusion. Oliver Grau En Buenos Aires, in: summa+ 75, 2005, pp. 146–7; Spanien: Lucia Santaella: Virtual Art, Rezension, in: DeSignis 7 (Barcelona) 2006 (Translations: Chinese 2006, Serbian 2008, Portugese 2009).
- Bildwerdung. Habilitationsschrift. Kunstuniversität, Linz 2004.
- Эмоции и иммерсия: ключевые элементы визуальных исследований / Пер. с нем. А. М. Гайсина, EDIOS Publishing House, St. Petersburg 2013.
- On the Visual Power of Digital Arts. For a New Archive and Museum Infrastructure in the 21st Century, Editiones de la Universitad de Castilia-La-Mancha, 2016.

## Écrits (éditions en sélection)
- Retracing Political Dimensions: Strategies in Contemporary New Media Art, Berlin/Boston: De Gruyter 2021.  (ISBN 978-3-11-067094-3) PDF- (ISBN 978-3-11-067098-1). [Review by Brian Reffin Smith: Retracing Political Dimensions: Strategies in Contemporary New Media Art, in Leonardo Reviews 2/2021, https://www.leonardo.info/review/2021/02/retracing-political-dimensions-strategies-in-contemporary-new-media-art]
- Digital Art through the Looking Glass: New strategies for archiving, collecting and preserving in Digital Humanities, Krems/Wien/Hamburg: Danube University Press 2019.  (ISBN 9783903150515) [Rezension von Bruce Sterling, in WIRED https://www.wired.com/beyond-the-beyond/2019/08/digital-art-looking-glass-new-strategies-archiving-collecting-preserving-digital-humanities/]
- Museum and Archive on the Move: Changing cultural Institutions in the digital Era. Munich: DeGruyter 2017. With Contributions by Lev Manovich, Okwui Enwezor, Christiane Paul, Dieter Bogner, Jeffrey Shaw, Sarah Kenderdine et al. [Review by Gabriela Galati, Leonardo. The International Society for the Arts, Sciences and Technology, December 2018, https://www.leonardo.info/review/2018/12/review-of-museum-and-archive-on-the-move-changing-cultural-institutions-in-the] [Review by Danielle O'Donovan and Tom Lonergan, Museum International [ICOM’s peer-reviewed journal], Vol. 70, No. 277–278, 2018, p. 176–177 https://www.academia.edu/38549426/Review_of_Museum_and_Archive_on_the_Move_pdf] DOI: https://doi.org/10.1515/9783110529630
- Imagery in the 21st Century. Cambridge, MA: MIT-Press 2011.  (ISBN 9780262015721). With contributions by James Elkins, Eduardo Kac, Peter Weibel, Lev Manovich, Olaf Breitbach, Martin Kemp, Sean Cubitt, Christa Sommerer, Marie Luise Angerer, Wendy Chun u. a. [Reviews: from Art History: Pamela C. Scorzin: Review: Oliver Grau (Hg.) Imagery in the 21st Century, in: Journal für Kunstgeschichte 15, 2011, Heft 4, S. 278-281; media studies: Mattias Kuzina in: Medienwissenschaft 2/2012, S. 178 https://www.academia.edu/30974510/Imagery_in_the_21st_Century_Bookreview_; It`s Liquid https://www.itsliquid.com/imagery-in-the-21st-century.html; 163.	Harald Klinke: Rezension von Imagery in the 21st century, VI, 410, (16) S. III 2013, in: Kunstform, 14. 2013, 6; Brasil: Cleomar Rocha u. Vanderlei Veget Lopes Junior, Imagens no seculo XXI: panorama, perspectivas e prospeccoes, in VISUALIDADES, Goiania v.9 n2 p. 213-217, jul-dez. 2011; Serbia: Jelena Guga: Silkovnost u 21.veku, in: NOVA MISAO – casopis za savremenu Vojvodine, br. 17 April/Mai 2012]
- MediaArtHistories, Cambridge/Mass.: MIT Press 2007.  (ISBN 978-0262514989). [Reviews: germany: Christoph Klütsch: MediaArtHistories, in: kunsttexte.de, 1.07.2007; USA: Robert Atkins: Channeling New Media, in: Art in America, Dezember 2008, p. 47 – 50; Serbien: Matko Mestreovic: Kako razumjeti medijsku umjetnost, in: Zarez IX/208, 14. lipnja 2007, p. 8f.; Australien: Daniel Palmer: Walter Benjamin and the Virtual: Politics, Art, and Mediation in the Age of Global Culture, in: TRANSFORMATIONS, Issue No. 15, November 2007; Polen: Mariusz Pisarski: Historie sztuki mediów, in: TECHSTY, Literatura i Nouva Media, 7.7.2007; Brasilien: Sergio Kulpas: histórias da artemídia, in: Encyclopédia Itaú Cultural: arte e tecnologia, August 2007; Großbritannien: Charlie Gere: MediaArtHistories, in: The Art Book, Volume 15, Issue 1, S. 51–52; Österreich: Eric Kluitenberg: MediaArtHistories, in: Springerin: Hefte für Gegenwartskunst, Vol. XIII, No. 3, 2007, p. 74.; Uruguay: Angel Kalenberg: Between Chaos and Cosmos, Rezension MediaArtHistories, in: Relaciones, Nr. 286, March 2008, p. 26–27; Litauen: Renata Sukaityte: Mediju menas kaip moksline-eksperimentine erdve, in: Menotyra, 2008, T. 15. No. 2, p. 50–61; Frankreich: Jens Hauser: MediaArtHistories: Eine andere Kunstgeschichte, ARTE.tv, Februar/2007; medienwissenschaftlich: Malte Hagener: Rezension von: Oliver Grau (Ed.), MediaArtHistories, MIT, Cambridge, MA-London 2007, in: Cinéma & Cie, no. 9, Fall 2007; bildwissenschaftlich: Martin Schulz: Rezension von: Oliver Grau: MediaArtHistories, Cambridge, Mass.: MIT Press 2007, in Kunstform 9 (2008), no.09]
- Mediale Emotionen. Zur Lenkung von Gefühlen durch Bild und Sound, (mit Andreas Keil): Frankfurt/Main: Fischer 2005.  (ISBN 9783596169177); [Review a.o. Manuela Lenzen, Frankfurter Allgemeine Zeitung: Wie Bild und Klang uns bewegen, 21.11.2005, p. 38. https://www.faz.net/aktuell/feuilleton/buecher/rezensionen/sachbuch/wie-bild-und-klang-uns-bewegen-1282776.html]

## Bases de données publiées
- Archive of Digital Art www.digitalartarchive.at, (ADA), ancienne base de données de l'art virtuel depuis 2000, environ 5 000 artistes ont été évalués, les critères de sélection étant au moins 5 expositions et/ou 5 articles scientifiques. Plus de 3 500 œuvres ont été examinées. Cette vue d'ensemble complexe, orientée vers la recherche, de l'art immersif, interactif, télématique et génétique a été élaborée en coopération avec des artistes, des chercheurs et des institutions médiatiques de renom. En tant que l'une des ressources les plus riches en ligne, avec un Thésaurus scientifique implémenté, la base de données répond aux demandes du domaine. Depuis 2014, ADA publie régulièrement l'œuvre complète d'artistes médiatiques: Bill SEAMAN (2021), Uršula Berlot (2020), Banz & Bowinkel (2020), Andres Burbano (2019), Maurice Benayoun, Œuvre Complète (2019), Marta de Menezes, Retrospective, Œuvre Complète (2017), Chris Salter. Retrospective, (2017), Jody Zellen (2016), Simon Biggs (2016), Olga Kisseleva Retrospective (2016), Tamiko Thiel (2015), Lev Manovich. Works & Texts (2015), Giselle Beigelman. Retrospective (2015), Jeffrey Shaw. Œuvre Complète (2015), Tamas Waliczky, Retrospective (2015), Warren Neidich. Retrospective (2015), Sean Cubitt, scholar feature (2015), Ryzsard Kluszcynski, scholar feature (2015), Denisa Kera, scholar feature (2015), Seiko Mikami Œuvre Complète (2015), Paolo Cirio Retrospective (2015), Scenoscome Retrospective (2014).
- Media Art Histories www.MediaArtHistories.org, since 2005. MediaArtHistoryArchive est un dépôt de textes qui évolue vers une plateforme de documentation des conférences sur les histoires des arts, des sciences et des technologies des médias. Il est appelé à se transformer en archives scientifiques dans le domaine très diversifié des histoires des arts médiatiques, qui va de l'histoire de l'art aux médias, en passant par le cinéma, les études culturelles, l'informatique, la psychologie, etc.
- La collection d'estampes du monastère de Göttweig www.gssg.at, qui contient depuis 2007 32 000 estampes originales de la Renaissance au baroque jusqu'à aujourd'hui, de Durer à Klimt, permet d'effectuer des recherches approfondies dans ses vastes ressources. Cette ressource sert d'archive ouverte contextualisant les arts médiatiques historiques dans l'histoire de l'art et de l'image. La numérisation sert à la diffusion de la collection en haute résolution (jusqu'à 72 millions de pixels) et repose sur la coopération avec le professeur Gregor Martin Lechner, dépositaire de la collection.
- Danube Telelectures - www.donau-uni.ac.at/telelectures 2006-08 Série de conférences diffusées en direct au Musée d'art moderne de Vienne avec un public interactif en ligne et international. Le mélange de deux caméras en direct a fait écho de manière innovante au caractère de studio, recherchant une intimité virtuelle avec les conférenciers et leur public. La série de conférences est archivée en ligne et préfigure des médias tels que YouTube et UStream.

## Publications (sélection)
- Digital Art’s Political Impact: Time for Hard Humanities!, in: Oliver Grau und Inge Hinterwaldner (Hrsg.):   Retracing Political Dimensions: Strategies in Contemporary New Media Art, DeGruyter, Berlin, New York 2020, 34–53.
- Resisting a Total Loss of Digital Heritage Web 2.0-archiving & bridging  thesaurus for media art. In: Oliver Grau und Eveline Wandl-Vogt u. a., Digital Art through the Looking Glas New strategies for archiving, collecting and   preserving in Digital Humanities, Krems an der Donau 2019, 193–204.
- Documenting Media Art: A Web 2.0-Archive and Bridging Thesaurus for MediaArtHistories. in: Leonardo Journal, Vol. 52, No. 5, 2019.
- Digital Art’s Complex Expression and Its Impact on Archives and Humanities: For a Concerted Museum Network of Expertise and Preservation. In Oliver Grau, Wendy Coones, Viola Rühse (eds.) Museum and Archive on the Move: Changing Cultural Institutions in the Digital Era, Berlin: De Gruyter 2017, pp. 99-117.
- Alguma vez nos vamos habituar à imersão? Histórias da Arte dos Media & Ciência da Imagem - Will we ever become used to Immersion? Media Art Histories & Image Science. In Victor Flores (ed.) A terceira Imagem - A Fotografia Estereoscópica em Lissabon: Documenta Portugal, pp. 39-62.
- The Complex and Multifarious Expression of Digital Art & Its Impact on Archives and Humanities. In: A Companion to Digital Art. edited by Christiane Paul. Wiley-Blackwell, New York 2016, 23–45.
- New Media Art. In: Oxford Bibliographies in Art History. edited by Prof. Thomas DaCosta Kaufmann. Oxford University Press, New York 2016, S. 1–18.
- Our Digital Culture threatened by Loss. In: Valentino Catricalà: Media Art: Towards a new definition of Arts in the Age of Technology. Pistoia 2015, S. 39–44.
- ARCHIV 2.0: Media Arts Impact and the Need for (Digital) Humanities. In: Giselle Beiguelman (Ed.): (itaú cultural). Sao Paulo 2014, S. 97–118.
- Druckgrafik bis Medienkunst: Neue Analyseinstrumente für die historisch vergleichende Bildforschung. in: Rundbrief Fotografie, Vol. 21 (2014), No. 1/2 [N.F. 81/82], S. 108-116.
- Our Digital Culture Threatened by Loss, in: The World Financial Review, 2014, pp. 40-42.
- New Perspectives for the (Digital) Humanities, in: The Challenge of the Object, Congress Proceedings of the 33rd Congress of the International Committee of the History of Art. T. 1-3. Ed. by G. Ulrich Großmann/Petra Krutisch, Nuremberg 2013, S. 990-994.
- Image Science & MediaArtHistories. New Infrastructures for 21th Century. in: Gunther Friesinger, Johannes Grenzfurthner, Thomas Ballhaus (Eds.): Mind and Matter. Comparative Approaches towards Complexity, Bielefeld: transcript 2011, S. 29-37.
- Imagery in the 21st Century. MIT-Press, Cambridge 2011. avec James Elkins, Eduardo Kac, Peter Weibel, Lev Manovich, Olaf Breitbach, Martin Kemp, Sean Cubitt, Christa Sommerer, Marie Luise Angerer, Wendy Chun a.o.
- Media Art’s Challenge for our Societies. in: 2010 International Humanities Conference, Boundary Crossing Humanities and Symbiotic Society, Yonsei University, Seoul 2010, S. 163-193.
- Renewing knowledge structures for Media Art. in: EVA London 2010. Electronic Visualisation and the Arts, BCS London, Alan SEAL, Jonathan BOWEN and Kia NG (Eds.), S. 286-295.
- Living Habitats: Immersive Strategies. in: Christa Sommerer, Laurent Mignonneau (Hg.): Interactive Art Research, Springer, Vienna/New York 2009, S. 170-175.
- Media Art Needs Histories and Archives. in: Zhuangshi, Beijing 2008, No. 7, S. 50-61.
- The Recombinant Reality – Immersion and Interactive Image Spaces. in: Synthetic Times, Cambridge, M.A.: MIT Press 2008, S. 72-93 (German/Chinese).
- “Vorsicht! Es scheint, das er direkt auf die Dunkelheit zustürzt, in der Sie sitzen.” Immersions- und Emotionsforschung, Kernelemente der Bildwissenschaft. in: Klaus Herding/Antje Krause-Wahl (Eds.): Wie sich Gefühle Ausdruck verschaffen, Taunusstein: Verlag Dr. H. H. Driesen GmbH 2007, S. 263-288.
- Media Art Histories, MIT-Press, Cambridge 2007. Textes de Rudolf Arnheim, Tom Mitchell, Barbara Stafford, Erkki Huhtamo, Christiane Paul, Andreas Broeckmann, Peter Weibel, Machiko Kusahara et al.
- Phantasmagorischer Bildzauber des 18. Jahrhunderts und sein Nachleben in der Medienkunst. in: Brigitte Felderer (Ed.): Rare Künste: Zur Kultur und Mediengeschichte der Zauberkunst, Vienna 2006, S. 461-480.
- Kunst als Inspiration medialer Evolution: Überwindungsvisionen der Kinoleinwand vom Stereopticon zur Telepräsenz. in: Thomas Hensel, Klaus Krüger, Tanja Michalsky (Eds.): Das bewegte Bild. Film und Kunst, Munich 2006, S. 419-448.
- MedienKunstGeschichte: Für eine transdisziplinäre Bildwissenschaft in: Matthias Bruhn and Karsten Borgmann (Eds.): Sichtbarkeit der Geschichte. Beiträge zu einer Historiografie der Bilder / ed. for H-Arthist and H-Soz-u-Kult. Berlin: Clio-url and Humboldt University of Berlin 2005.
- Mediale Emotionen. Zur Lenkung von Gefühlen durch Bild und Sound. Fischer, Francfort/Main 2005.
- Der Digitale Bau: Aktuelle Tendenzen der Raumvisualisierung und ihre Vorläufer in: Thesis, Wissenschaftliche Zeitschrift der Bauhaus-Universität Weimar, 2004, Vol. 3, S. 112-121.
- For an Expanded Concept of Documentation: The Database of Virtual Art, ICHIM, École du Louvre, Cultural institutions and digital technology, acte publié avec le soutien de la Mission de la Recherche et de la Technologie du Ministère della Culture et de la Communication, Paris 2003, Proceedings, CD-Rom, pp. 2-15.
- Virtual Art. From Illusion to Immersion, MIT-Press, Cambridge 2003. (traduit en trois langues, portugais, coréen et chinois.).
- Bilder von Kunst und Wissenschaft: Auf dem Weg zur Bildwissenschaft, in: Gegenworte: Zeitschrift für den Disput über Wissen, edited by BBAW, Berlin 2002, pp. 25-30.
- Kunst als Inspiration medialer Evolution. Intermediale Etappen des Virtuellen im 20. Jahrhundert, in: Christoph Tholen (Ed.): Intervalle 5, Schriftenreihe des Wissenschaftlichen Zentrums der Universität Kassel: Kassel University Press 2002, pp. 57-76.
- New Images from Life, in: Art Inquiry: Recherches sur les Arts, Ryszard Kluszinsky (Ed.), annual publication by Lodz Scientific Society, 2001, pp. 7-26.
- Zwischen Bildsuggestion und Distanzgewinn, in: Klaus Sachs-Hombach (Ed.): Vom Realismus der Bilder: Interdisziplinäre Forschungen zur Semantik bildlicher Darstellungsformen, Magdeburg 2001, pp. 213-227.
- Telepräsenz: Zu Genealogie und Epistemologie von Interaktion und Simulation, dans: Peter Gendolla u.a. (éd.): Formen interaktiver Medienkunst. Geschichte, Tendenzen, Utopien, Francfort/Main: Suhrkamp 2001, p. 39-63.
- The History of Telepresence: Automata, Illusion, and The Rejection of the Body in: Ken Goldberg (Ed.): The Robot in the Garden: Telerobotics and Telepistemology on the Internet, Cambridge/Mass.: MIT-Press 2000, pp. 226-246.
- Into the Belly of the Image: Historical Aspects of Virtual Reality, in: Leonardo: Journal of the International Society for the Arts, Sciences and Technology, Vol. 32, Issue 5, 1999, pp. 365-372.
- Hingabe an das Nichts: Der Cyberspace zwischen Utopie, Ökonomie und Kunst, in: Medien.Kunst.Passagen, No. 4, 1994, pp. 17-30.